# Yohann Morin
Pour les articles homonymes, voir Morin.
 (octobre 2018).
Si vous disposez d'ouvrages ou d'articles de référence ou si vous connaissez des sites web de qualité traitant du thème abordé ici, merci de compléter l'article en donnant les références utiles à sa vérifiabilité et en les liant à la section « Notes et références ».
Yohann Morin (né le 19 octobre 1978) est un scénariste et dessinateur québécois de bande dessinée.

## Biographie
Yohann Morin est publié pour la première fois dans un hebdomadaire local (à Sainte-Anne-des-Monts, Québec) en tant que caricaturiste en 1994. Puis, en 1996, il fait partie des collaborateurs du 4e numéro du recueil québécois Bédélirium, qui offrait bandes dessinées et textes humoristiques (le magazine a disparu peu après).
Au printemps 1997, il propose son portfolio à Safarir, alors installé à Québec. La réponse est positive et il participe au mensuel sporadiquement durant environ un an. Puis, après des études en infographie, plusieurs années s'écoulent sans autres publications, mis à part une collaboration irrégulière en tant qu'illustrateur pour le Conseil Québécois sur le Tabac et la Santé et pour Médiacom Communications.
En décembre 2005, la rédaction de Safarir prend contact avec Morin, lui offrant une collaboration régulière. Il est (re)publié à partir du numéro 213 et on lui confie la page couverture du numéro 214. Il est toujours publié mensuellement et propose 3 chroniques: Coup d'œil sur... (qui est maintenant La Kronik à Yoh), La vie fabuleuse mais pas toujours facile des personnages et Parodie-Pub. 
Par ailleurs, il est le seul dessinateur et scénariste de ses chroniques.

## Ouvrages
- Biodôme - De poils et de crocs[1],[2] (dessin), scénario de Frédéric Antoine, Cerises & Coquelicots, 2017
- Biozone - Biodôme[3],[4] (dessin), scénario de Frédéric Antoine, Boomerang, 5 albums (2011 à 2018)
- Enfer & Parodie, Ôtalents, 3 albums (2011 à 2013)

1. Enfer et parodie T1
2. Enfer et parodie T2[5]
3. Enfer et parodie T3[6]